# Berrick Barnes
Berrick Stephen Barnes (Brisbane, 28 maggio 1986) è un rugbista a 15 australiano, tre quarti centro dei Waratahs.

## Biografia
Proveniente dal rugby a 13, disciplina nella quale iniziò la carriera professionistica presso i Brisbane Broncos, nel 2006 passò professionista al rugby a 15, nella franchigia dei Queensland Reds.
Esordì in Nazionale australiana nel corso della Coppa del Mondo di rugby 2007 in Francia, risultando quindi tra i pochi convocati a tale competizione a non avere mai disputato incontri internazionali in precedenza: il suo fu un impiego forzato perché entrò in campo nel ruolo di mediano d'apertura in sostituzione dell'infortunato Stephen Larkham contro il Giappone, ma fu anche caratterizzato da due mete personali.
Successivamente, anche se a livello di club è impiegato come tre quarti centro, internazionalmente ha ricoperto il ruolo d'apertura in numerose occasioni (l'occasione più recente contro l'Italia a Melbourne nel giugno 2009).
Nella stagione 2010 Barnes è passato da Brisbane a Sydney, avendo firmato un contratto con la franchigia dei Waratahs, trasferimento insolito vista la rivalità sportiva tra le due città.